# Желательное наклонение
Жела́тельное наклоне́ние (также оптати́в, от лат. optativus) — наклонение в лингвистике, выражающее желание говорящего. 
Было в праиндоевропейском языке вполне обыкновенно; из него оно перешло в позднейшие языки, в которых мало-помалу исчезло, оставив только в некоторых незначительные следы, получившие уже несколько иное значение. В праязыке желательное наклонение имело два образования:
1. С суффиксом iê, iiê — в единственном числе действительного залога, и с суффиксами î, ii, i — во множественном и двойственном действительного залога и всех трёх числах среднего (пример, санскритское желательное наклонение от корня es — «быть»: 2 лицо единственного числа syâs, siyâs). Оно было свойственно основам, образовавшим настоящее время без тематического гласного (так называемое архаическое спряжение или глаголы на mi);
2. С суффиксом oi — во всех лицах и числах действительного и среднего залога, перед личными окончаниями. Последнее образование имелось у глаголов, образующих настоящее время с тематическим гласным (о и е). Пример: греческие φέροιμι, φέροις, φέροιτε и т. д. Остатки его сохранились в славянских языках в значении повелительного наклонения: ст.‑слав. бєри, бєрѣтє, рус. бери, берите, вполне отвечающее греч. φέροις, φέροιτε. Это происхождение славянского повелительного наклонения сказывается в таких оборотах, как: «захоти он, был бы богат» и т. п.[1]

В русском языке оптатив не выделяется в качестве самостоятельного наклонения, однако он может быть передан через императив + уменьшительную частицу -ка: Дай-ка я пойду! Поработаю-ка! (Пожалуй, я пойду! Пожалуй, поработаю!), или при помощи частиц чтоб и да (чтоб ты провалился; да сотрётся память о тебе). В этом смысле оптатив по модальности стоит между повелительным и сослагательным наклонениями. Исследователи считают, что индоевропейский оптатив мог быть основой славянского императива.
Традиционной формой выражения проклятий или благословений, широко представленных в аварском языке, является оптатив. Произнося проклятия или благословения, говорящий не только выражает своё желание, чтобы то или иное действие осуществилось, но и пытается повлиять на его реализацию. В аварском языке представлены две формы морфологического оптатива. Первая форма оптатива образуется от повелительной формы глагола путём присоединения к ней суффикса -ги. Например, хва! «умри!» — хва-ги! «да умрёт!», «пусть умрёт!» (гл. хвезе «умереть»), Но и в славянских языках такие «проклинающие» оптативы существуют в разговорной речи, хотя и используются в последнее время реже, чем в первой половине XX века (напр., украинское «щоб тобі повилазило!» («да лопнут твои глаза»), и тем более реже, чем в аварском языке. В английском языке они практически всегда совпадают с императивом; например: «чтоб ты сдох!» — drop dead! (букв. «упади замертво»).
По мнению Ш. Ж. Вейранка, все употребления оптативного императива предполагают именно призыв к «высшей силе».
В осетинском языке оптатив выражает нерешительность, колебания и по смыслу часто совпадает с сослагательным наклонением.